# آنا ماريا أورتيس
آنا ماريا أورتيس (بالإيطالية: Anna Maria Ortese)‏ (1914 - 1998)، هي كاتبة إيطالية من مواليد مدينة روما في 13 يونيو 1914، وقضت طفولتها في طرابلس ليبيا، حيث هربت عائلتها من بطش الديكتاتور موسوليني، وعملت في بداية حياتها في مجال الاقتصاد، ثم صحافية، حتى بدات في كتابة الرواية.
وحققت روايتها «نواح الطائر المغرد» مبيعات كبيرة وصلت إلى 200 ألف نسخة، كما نالت روايتها «البحر لايصل إلى نابولي» نجاحا مماثلا، مما أهلها لنيل أكثر من جائزة، كما أنها مارست كتابة الشعر والقصة القصيرة فحضيت بجائزة ستريجا للترجمة، وجائزة تباريجيو. نشرت سيرتها الذاتية عام 1975م تحت عنوان «سياج طليطلة» وكان آخر اعمالها «الآم الإنسانية في العالم» عام 1996م.
توفيت يوم 9 مارس 1998 في بلدة رابالو شمال إيطاليا عن عمر ناهز 84 عاماً.

## من مؤلفاته
- «نواح الطائر المغرد»
- «البحر لايصل إلى نابولي»
- «سياج طليطلة» (سيرة ذاتية)
- «الآم الإنسانية في العالم»

وكتب أخرى كثيرة...

## روابط خارجية
- آنا ماريا أورتيس على موقع مونزينجر (الألمانية)
- آنا ماريا أورتيس على موقع ميوزك برينز (الإنجليزية)